# 沃尔珀茨豪森
沃尔珀茨豪森是德国巴登-符腾堡州的一个市镇。总面积27.42平方公里，总人口2049人，其中男性1043人，女性1006人（2011年12月31日），人口密度75人/平方公里。